# 常园
常园（1997年6月24日—），河北行唐人，中国女子拳击运动员。出身武术世家，自幼练习跆拳道，12岁改练拳击。2014年夏季青年奥运会女子51公斤级金牌得主、2018年亚洲运动会女子51公斤级金牌得主、2017年和2021年全运会女子51公斤级金牌得主、2022年亚洲运动会女子54公斤级银牌得主。2024年夏季奥林匹克运动会女子54公斤级金牌得主，也是中国首位女子拳击奥运冠军和第三位拳击奥运冠军。曾经在里约奥运会期间担任任灿灿的陪练。